# Бенатов, Леонардо
Леонардо Бенатов (имя при рождении — Левон Михайлович Бунатян, 3 [15] августа 1899, Кагызман, Кавказский край — 26 марта 1972, Шеврёз) — российский и французский художник.

## Биография
Родился в Кагызмане в семье купца-соледобытчика, мать будущего художника, Сусанна, происходила из княжеского рода Аргутинских-Долгоруковых. В 1909 году вместе с семьёй переехал в Тифлис, где учился в 1-й мужской гимназии, одновременно посещал занятия в Рисовальной школе при Кавказском обществе поощрения изящных искусств. В 1915 году переехал в Москву, где продолжил изучать живопись в мастерской Овакима Миганаджяна и Адольфа Мильмана. В 1916 году перешёл в студию Ильи Машкова, где познакомился с Сергеем Сахаровым, также учившимся у Машкова.
В 1917 году сблизился с Александром Родченко, с которым снимал общую студию. Под влиянием Родченко заинтересовался абстрактным искусством, кубизмом и конструктивизмом. После революции выполнял декоративные панно по заказам советских учреждений, его работы для Комиссариата почт и телеграфов были исполнены в кубистической манере. С 1918 года продолжил обучение во Вторых Государственных свободных художественных мастерских, где вместе с Сахаровым посещал мастерскую Петра Кончаловского. Авторству последнего принадлежит портрет Бунатяна, выполненный в 1920 году.
В 1919 году под влиянием Машкова отошёл от абстракции, вернувшись к фигуративной живописи. В 1921 году, наряду с Сахаровым, вошёл в число основателей художественной группы «Бытие», декларировавшей возврат от авангарда к реалистической станковой живописи. Изобразительный метод художников группы основывался на традициях французской живописи — в особенности на наследии Поля Сезанна, перенятого участниками группы от художников «Бубнового валета». Картины Бунатяна были представлены на первых выставках группы в 1922 и 1923 годах.
В 1922 году Бунатян получил стипендию для учёбы за границей и выехал в Италию, вместе с ним из России уехал и Сахаров. В конце 1922 года поселился в Париже, став невозвращенцем, во Франции принял имя Леонардо Бенатов (новая фамилия стала результатом ошибки паспортиста). Под новым именем регулярно выставлялся в парижских галереях, его работы были представлены в Национальном обществе изящных искусств и салонах: Независимых, Осеннем, Тюильри. В эмиграции писал реалистические портреты, жанровые картины, натюрморты. Изредка возвращался к созданию беспредметных и абстрактных композиций, однако никогда их не выставлял.
После Второй мировой войны участвовал в выставках, организованных Союзом советских патриотов. В 1960 подарил три картины Третьяковской галерее, в 1970 году несколько работ Бенатова приобрёл у него Русский музей. Работы художника также представлены в коллекции Малого дворца (Париж).

## Семья
До 1932 года был женат на дочери Филиппа Малявина Зое. В 1936 году женился на норвежской писательнице Лив Ингебьёрг Ольсен, в браке рождены сыновья Леонардо, скульптор и владелец литейной мастерской, и Рюрик, архитектор.